# زبان‌های ترکی متداول
زبان‌های ترکی متداول شامل همه زبان‌های ترکی به جز زبان‌های اوغور می‌باشد. پیشنهاد لارس جانسون شامل این زیرگروه‌ها است:
- ترکی متداول جنوب‌غرب (اوغوز)
- ترکی متداول شمال‌غرب (قبچاق)
- ترکی متداول جنوب‌شرق (قارلقی)
- ترکی متداول شمال‌شرق (ترکی سیبری)

این طرح دسته‌بندی، مخالف با زبان‌های اوغور است. در طرح‌های دسته‌بندی دیگر (مانند طرح‌های الکساندر سامولویچ و نیکولای باسکاکو) موضوع فرق دارد.